# Copris apicepunctatus
Copris apicepunctatus là một loài bọ cánh cứng trong họ Bọ hung (Scarabaeidae).